# アユカケ
アユカケ（鮎掛、学名: Rheopresbe kazika）は、スズキ目カジカ科に属する日本固有種の魚である。カマキリ（鎌切、杜父魚）、アラレウオ（霰魚）などとも呼ばれる。ヤマノカミと同じく「降河回遊」の生活史をもつ中型カジカ類の一種である。本種は、以前カジカ（Cottus）属とされていた。分子系統学解析により、従来のカジカ属は多系統群で、本種はヤマノカミの姉妹群と推定されたことから、Rheopresbe属となった。

## 概要
体長は5cmから25cm程度で鱗は無い、体色は灰褐色の地に4本の暗色横帯で、腹びれは吸盤状ではなく分離している。鰓蓋には一対の大きい棘と、その下部に三対の小さい棘を持つ。名前の由来は、鰓蓋（えらぶた、さいがい）にある棘に餌となる魚（アユ）を掛けるとの伝承による。
似た生活史を有するアユと比べ流速の早い流れでの遊泳能力が劣るため、堰堤のほかアユやサツキマス、サクラマスを主対象として設計された魚道での遡上も阻害されやすい。
「カマキリ」というと昆虫のカマキリと間違えやすいため、アユカケと呼ばれることが多い。
地方名：アラレガコ（福井県）、アイキリ、アイカギ、タキタロウ、ゴリ、ドンハチなど

## 生態
動物食性で産卵期は冬。沿岸岩礁帯域で産卵し、卵塊は孵化するまでオスが保護をする。春に3cm程度になると川に遡上する、成熟した個体は秋に降河し産卵する。生育至適水温は、10-22℃。生存可能な限界水温は24～27℃。一般に砂礫底質を好み河川の中流域に生息するが、堰堤などで遡上を阻害された個体は下流域から河口域にも生息する。幼魚期は水棲昆虫を餌とするが、成長すると魚も餌とする。1年で6-9cm、2年で9-12cm、3年で13-17cm程度に成長する。メスは産卵を終えると、オスは稚魚が孵化し卵塊の保護を終えると寿命が尽きる。

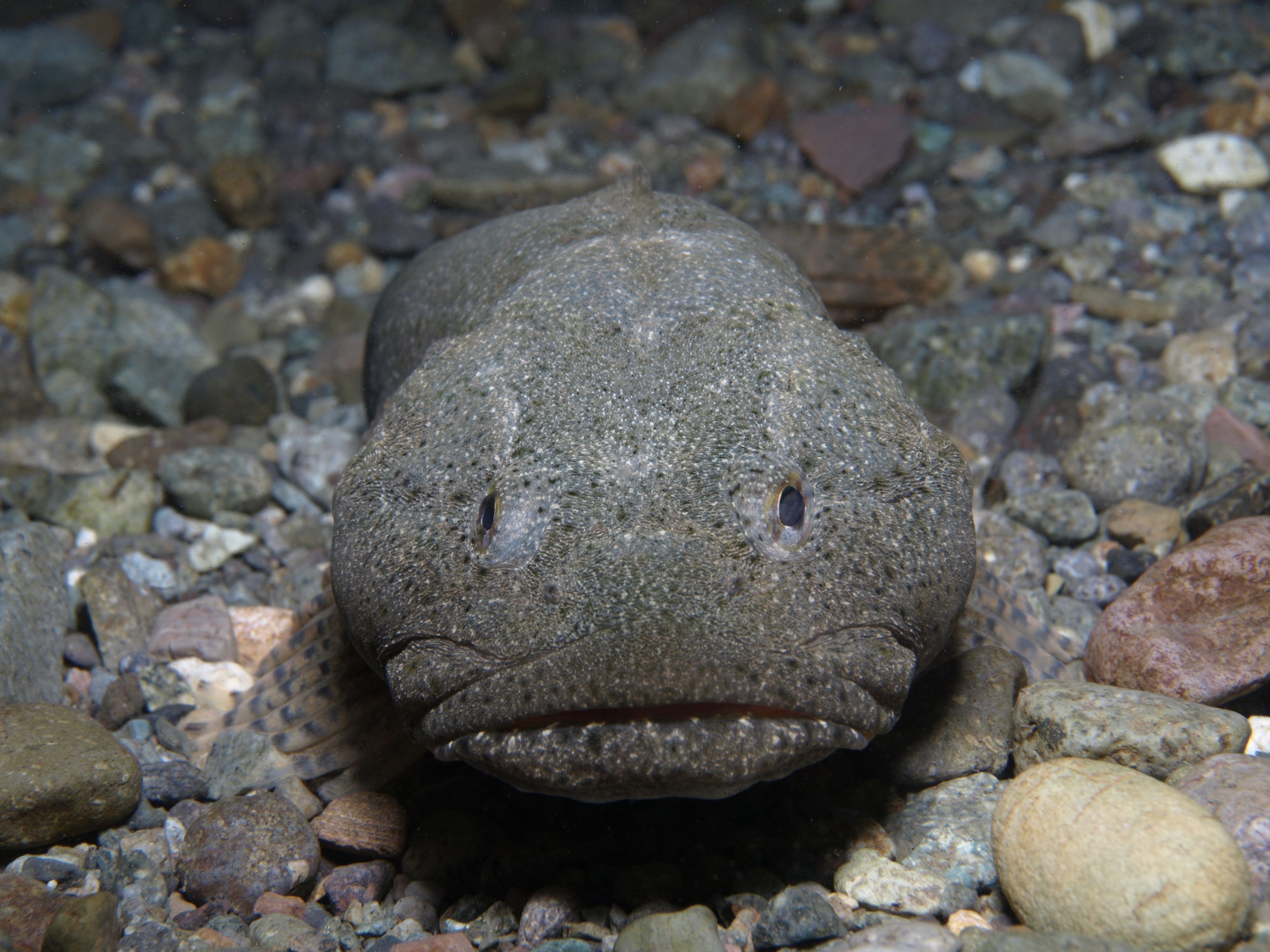
「石化け」してピクリとも動かないアユカケ、佐渡ヶ島。

稚魚期を河口部で過ごすため、環境の悪化は生息数減少に繋がる。つまり、産業(工場)排水、家庭雑排水や農薬による水質の悪化と河口付近に建設された堰により河床が細かな砂礫及び泥質に変化すると共に平坦化し稚魚の隠れられる場所が減少することが生息数減少に拍車を掛けている。
天然の個体数が減少しているため、人工養殖と放流により個体数の回復を図る試みも進められている。
頭骨の後腹側の表面から上鎖骨の耳石背部の縁に発音筋を持ち、雌雄ともに鳴音を発するが、雄は産卵期の12月から3月に発音筋が発達する。

### 伝承
アユカケの独特の生態や呼称に関していくつかの伝承がある。
「アユカケは石に化ける」と言われる。アユカケは岩陰に隠れるとき小石模様の体色と動かない習性で石に化けたように気配を消すことが知られている。遊泳力が低いため静止して餌の魚の寄るの待ち伏せしたり、逃げる時岩に尾を岩にぴたりと沿わせ一体化し動じない様子はしばしば観察される。NHKの取材班は、アユカケに獲物が近寄ると呼吸を止め鰓蓋も動かさない行動を撮影している。
アユカケは「トゲで鮎を捕まえる」とも言われ、アユカケの鰓蓋には鋭い棘があるが、これを待ち伏せたアユ等に引っ掛けて捕らえるとされる。和名「アユカケ」の由来であるが、いまのところ実際には観察されていない。
「冬に腹をみせて浮かび下る」とも言われる。霰（あられ）の降る晩に大きな腹を上にして浮かびながら川を下るため霰が腹を叩くという。地方名「あられがこ」の由来である。実際に冬に降河するアユカケは産卵を控え大きな腹をしているが、腹を見せて流下する様子は今のところ観察されていない。

## 分布
太平洋側は茨城県久慈川以南、日本海側は青森県深浦町津梅川以南、四国、九州に生息するが、瀬戸内海沿岸での定常的な生息は確認されていない。

### 北限生息域
従来生息域の日本海側北限は秋田県雄物川以南とされているが、1998年に青森県での発見例が報告されている。太平洋側北限は神奈川県とされていたが、1995年の調査で久慈川での繁殖が報告されている。

## 保全状態評価
多くの自治体で「希少な野生生物」「絶滅危惧種」として登録される他、福井県九頭竜川は本種の生息地として国の天然記念物に指定されている。また、京都府においても全域において本種は天然記念物に指定されており、無許可での採捕はできない。
絶滅危惧II類 (VU)（環境省レッドリスト）
- 減少種：水産庁レッドデータブック